# PLATO (компьютерная система)
Programmed Logic for Automated Teaching Operations (PLATO, рус. Программный алгоритм для автоматизированных операций преподавания) — первая система электронного обучения (изначально работавшая на компьютере ILLIAC I), к концу 1970-х годов состоявшая из нескольких тысяч терминалов по всему миру и более десятка мейнфреймов, соединённых общей компьютерной сетью. Система PLATO была разработана в Университете Иллинойса и использовалась в течение 40 лет. Она была первоначально создана для выполнения простых курсовых работ студентами университета Иллинойса, местными школьниками и студентами ряда других университетов. На данный момент существует несколько работающих систем, являющихся потомками PLATO.
Реализацией проекта системы PLATO занималась Control Data Corporation (CDC) — она производила компьютеры, на которых работала эта система. Президент корпорации Уильям Норрис планировал, что система PLATO станет важной силой в компьютерном мире, однако вывод системы на рынок оказался неуспешным. Последняя работающая система была отключена в 2006 году (всего через месяц после смерти Норриса), но за это время благодаря PLATO были введены такие базовые понятия как веб-форум, онлайн-тестирование, электронная почта, чат, мгновенное сообщение, удалённый рабочий стол, многопользовательская игра. Именно для компьютеров PLATO в 1973 году была создана первая игра с трёхмерной графикой Spasim, а также впервые адаптированы такие известные игры, как Маджонг и Солитер.

## Предпосылки к созданию
До принятия в 1944 году закона, который позволял ветеранам Второй мировой войны бесплатно учиться в колледже, высшее образование могли получать только немногие жители США. К началу 50-х годов начался значительный рост количества студентов и перед руководством институтов встала серьёзная проблема обучения всё возрастающего количества людей. Они решили, что если компьютерная автоматизация позволяет увеличивать объёмы производства на фабриках, её также можно использовать и в области обучения. В 1957 году СССР запускает Спутник-1 — первый искусственный спутник Земли, — что побуждает правительство США вкладывать больше денег в развитие науки и инженерного обучения. В 1958 году отдел научных исследований ВВС США проводит конференцию, посвящённую компьютерному обучению в Пенсильванском университете; ряд корпораций, в частности IBM, представили свои исследования.

## Создание
В 1959 году Чалмерс Шервин, физик Университета штата Иллинойс, предложил создать компьютеризированные системы обучения декану инженерного колледжа — Уильяму Эверетту, который, в свою очередь, рекомендовал Даниэлю Альперту, другому физику, созвать совещание по этому вопросу, пригласив инженеров, системных администраторов, математиков и психологов. Через несколько недель после первой встречи совещание не сумело прийти к общему выводу, как должна быть устроена система и её дизайн. Альперт коснулся этого вопроса в разговоре с лаборантом Дональдом Битцером, который в результате решил разработать демоверсию системы.
Сегодня Битцер считается «отцом» системы PLATO и признаёт, что для того, чтобы обеспечить качественное компьютерное образование, хорошие графические возможности не требовались (в то время скорость печатания на телетайпах 10 символов в секунду было нормой). В 1960 году система PLATO впервые стала доступна на компьютере ILLIAC I; для работы на нём прилагался телевизор в качестве дисплея и специальная клавиатура для навигации и работы с меню. В 1961 году была разработана PLATO II, которая была ориентированна на работу двух пользователей одновременно.
Участники проекта были убеждены в ценности этих систем, и PLATO дорабатывалась и совершенствовалась с 1963 по 1969 года. PLATO III позволял пользователям при создании новых модулей уроков использовать язык программирования TUTOR, разработанный аспирантом биологии Паулем Тенцзаром в 1967 году. PLATO III мог одновременно запускать до 20 программ с уроками и использовался в Иллинойскиом университет в Урбана-Шампейн, где можно было входить в систему через пользовательские терминалы.

## PLATO IV
Создание PLATO I, II и III финансировались малыми грантами фонда Военно-воздушныx сил и Военно-морского флота США. К тому времени PLATO III уже находился в активной эксплуатации. В 1967 году национальный научный фонд США предоставил команде разработчиков устойчивое финансирование, которое позволило Битцеру создать собственную научную лабораторию Компьютеризованного обучения (CERL) для дальнейшей разработки и совершенствования системы.
В 1972 году была разработана система PLATO IV, которая имела ряд инноваций — таких, как оранжевая плазменная панель, разработанная Битцером. Она включала в себя память и функции растровой графики. Плазменный дисплей поддерживал возможность быстрой отрисовки векторных линий. Он работал на скорости 1260 бод, отображая 60 строк или 180 символов в секунду. Дисплей имел формат 512x512 битов; отрисовка векторной графики и символов осуществлялась логикой, зашитой в аппаратное обеспечение. Пользователи могли создать свои собственные символы, что позволяло использовать графику растрового изображения. Сжатый воздух приводил в движение селектор изображения, работавший по принципу микрофильмирования. Цветные изображения проецировались на экран под программным контролем. Дисплей PLATO IV также имел сетку инфракрасной сенсорной панели размером 16х16, что позволяло студентам отвечать на вопросы касанием пальца в любом месте экрана. Также можно было подключить терминал к периферийным устройствам. Одним из таких устройств был синтезатор Gooch Synthetic Woodwind, который мог обрабатывать и синтезировать 4 голоса и передавать информацию непосредственно в PLATO IV. Позже была разработана новая версия синтезатора, которая могла обрабатывать уже 16 голосов а также соединять и разделять голоса для получения более сложных звуков. Также был создан специальный синтезатор речи Votrax.
Целью данной системы являлось обучение и развитие музыкальных навыков. Так, например, программа оценивала скорость и тембр игры, в неё были включены интерактивные примеры, музыкальные диктанты. Для PLATO IV были разработаны два специальных музыкальных и текстовых редактора, а также компилятор для языка, системы регистрации для музыки исполняемых файлов, программы для воспроизведения музыки в режиме реального времени и прочие музыкальные программы. Так PLATO стала первой системой с расширенными мультимедийными возможностями.

## PLATO V
С появлением микропроцессоров были разработаны новые, более дешёвые и обладающие большими возможностями терминалы. В университете Иллинойса они получили название PLATO V, хотя системы PLATO V никогда не существовало (она продолжала называться PLATO IV). Микропроцессоры Intel 8080, встроенные в терминалы, позволяли системе выполнять программы локально, как в наше время выполняются Java-апплеты или элементы управления ActiveX, а также загружать небольшие модули программного обеспечения в терминал, чтобы разнообразить учебные курсы за счёт сложной анимации и других возможностей, недоступных в обычных терминалах.
В 1972 году в университете штата Иллинойс исследователям компании Xerox PARC была продемонстрирована система PLATO. Были показаны отдельные модули системы — такие, как программа генератора изображений для PLATO и программа для «отрисовки» новых символов. Многие из этих инноваций стали дальнейшем фундаментом для разработки других компьютерных систем. Некоторые из этих технологий в усовершенствованном виде появились в системе Xerox Alto, которая, в свою очередь, стала прототипом для разработок компании Apple.
К 1975 году система PLATO, выполнявшаяся на суперкомпьютере CDC Cyber 73, обслуживала почти 150 мест, включая не только пользователей системы PLATO III, но и гимназии, лицеи, колледжи, университеты и военные объекты. В PLATO IV в составе учебных курсов предлагались текст, графикa и анимация. Кроме того, имелся механизм разделяемой памяти («общие» переменные), что позволяло с помощью языка программирования TUTOR передавать данные между различными пользователями в реальном времени. Так стали впервые создаваться программы для чата, а также первый многопользовательский авиасимулятор.
С появлением PLATO IV Битцер заявил об её общем успехе, утверждая, что его главная цель достигнута: универсальное компьютерное обучение теперь доступно всем. Однако терминалы PLATO были слишком дороги (около 12 000 долларов), поэтому для того, чтобы считаться общедоступной, стоимость системы PLATO должна была быть сокращена.